# Nuit d'amour
Albums de Bernard Lavilliers
O gringo
(1980) Premiers pas...
(1981)
Singles
1. Night Bird
Sortie : octobre 1981
2. Pigalle la Blanche
Sortie : octobre 1981

Nuit d'amour est un album studio de Bernard Lavilliers sorti en 1981.
La pochette de l'album est une photo noir et blanc de Jean-Baptiste Mondino.

## Titres
Tous les titres sont de Bernard Lavilliers, sauf mentions.
1. Night bird (Lavilliers-François Bréant)
2. Changement de main, changement de vilain (Lavilliers-Jean-Paul Hector Drand)
3. Eldorado (Lavilliers-Bréant)
4. C'est du rock'n'roll
5. Pigalle la blanche (Lavilliers-Eric Dufaure)
6. Betty
7. Nuit d'amour
8. Les barbares (version 81)
9. La malédiction du voyageur (Lavilliers-Bréant)

## Anecdote
L'album vinyle d'origine comprend deux disques 33 tours, l'un d'entre eux ne contenant que les deux chansons Night bird et Les barbares.